# Флора (футбольный клуб)
«Фло́ра» (эст. FC Flora) — эстонский футбольный клуб из города Таллин, основан в 1990 году. Пятнадцатикратный чемпион Эстонии, семикратный обладатель Кубка Эстонии и одиннадцатикратный обладатель Суперкубка страны.

## История
В 2015 году за два тура до окончания чемпионата «Флора» в десятый раз стала чемпионом страны. 1 марта 2016 года команда выиграла свой девятый Суперкубок Эстонии. 21 мая в финале Кубка Эстонии 2015/16 со счётом 3-0 команда обыграла футбольный клуб «Калев» из Силламяэ и стала в 7 раз обладателем трофея. 26 мая 2016 года с поста Президента клуба ушел Айвар Похлак, а его место занял Пелле Похлак. В Первом квалификационном раунде Лиги чемпионов 2016/17 «Флора» встречалась с командой из Гибралтара — «Линкольн». Домашнюю игру эстонцы выиграли со счётом 2:1, а на выезде проиграли 0:2. После этого поражения с поста главного тренера был снят Норберт Хурт, а исполняющим обязанности назначен Юрген Хенн. В середине июля стало известно, что новым главным тренером стал Арго Арбейтер. В начале января 2017 года на должность главного тренера был утвержден Арно Пайперс. Сезон команда закончила на первом месте за тур до окончания чемпионата.
В январе 2018 года главным тренером стал Юрген Хенн, который до этого работал помощником тренера. 19 мая этого же года в финале Кубка Эстонии со счетом 1-0 команда проиграла «Левадии».
За два тура до окончания сезона 2019 года команда оформила в двенадцатый раз чемпионский титул.
1 марта 2020 года Флора в десятый раз стала обладателем Суперкубка Эстонии, со счётом 2-0 был обыгран нарвский Транс. В этом же году за три тура до конца чемпионата команда в тринадцатый раз стала чемпионом Эстонии.

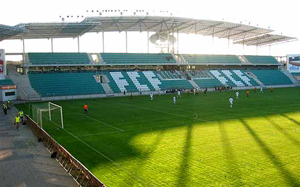
Трибуны на домашнем стадионе клуба

В 2022 году за пять туров до окончания сезона команда оформила чемпионство. В сезоне 2023 года второй год подряд команда стала чемпионом Эстонии. С декабря 2023 года главным тренером «Флоры» стал Норберт Хурт, который заменил на этом посту Юргена Хенна.
Сезон 2024 года команда закончила на четвертом месте, а в конце ноября стало известно, что Константин Васильев возглавил «Флору».

## Вторая команда
Вторая команда клуба создана в 2006 году. С 2016 года носит название «Флора U-21». Двукратный победитель Эсилиги (2014, 2015).
В системе лиг также играет команда «Флора U-19».

## Женская команда
В 1997 году при клубе создана женская команда.

## Стадион
Клуб проводит свои домашние матчи на А. Ле Кок Арене, на трибунах которой помещается 15 000 зрителей. В 2015 году Правительство Эстонии решило выделить пять миллионов евро на реконструкцию стадиона.

## Достижения
- Чемпион Эстонии (15): 1993/94, 1994/95, 1997/98, 1998 (осень), 2001, 2002, 2003, 2010, 2011, 2015, 2017, 2019, 2020, 2022, 2023
- Серебряный призёр Чемпионата Эстонии (7): 1992/93, 1995/96, 1996/97, 2000, 2007, 2008, 2021
- Бронзовый призёр Чемпионата Эстонии (5): 1999, 2004, 2006, 2014[27], 2018
- Обладатель Кубка Эстонии (8): 1994/95, 1997/98, 2007/08, 2008/09, 2010/11, 2012/13[28], 2015/16, 2019/20
- Финалист Кубка Эстонии (4): 2000/01, 2002/03, 2005/06, 2009/10
- Обладатель Суперкубка Эстонии (12): 1998, 2002, 2003, 2004, 2009, 2011, 2012[29], 2014[30], 2016, 2020, 2021, 2024
- Кубок Ливонии (3): 2011, 2018[31], 2023[32]

## Выступления в еврокубках
| Сезон               | Турнир                | Раунд                         | Соперник              | Дома          | В гостях      | Общий счёт         |  |
| ------------------- | --------------------- | ----------------------------- | --------------------- | ------------- | ------------- | ------------------ |  |
| 1994/95             | Кубок УЕФА            | Предварительный раунд         | Оденсе                | 0:3           | 0:3           | 0:6                |  |
| 1995/96             | Кубок УЕФА            | Предварительный раунд         | Лиллестрём            | 0:4           | 1:0           | 1:4                |  |
| 1996/97             | Кубок УЕФА            | Предварительный раунд         | Хака                  | 2:2           | 0:1           | 2:3                |  |
| 1997/98             | Кубок УЕФА            | Предварительный раунд         | Хапоэль (Петах-Тиква) | 0:1           | 1:2           | 1:3                |  |
| 1998/99             | Лига чемпионов УЕФА   | Первый квалификационный раунд | Стяуа                 | 3:1           | 1:4           | 4:5                |  |
| 1999/00             | Лига чемпионов УЕФА   | Первый квалификационный раунд | Партизан (Белград)    | 1:4           | 0:6           | 1:10               |  |
| 2000/01             | Кубок УЕФА            | Предварительный раунд         | Брюгге                | 0:2           | 1:4           | 1:6                |  |
| 2001/02             | Кубок УЕФА            | Предварительный раунд         | Динамо (Загреб)       | 0:1           | 0:1           | 0:2                |  |
| 2002/03             | Лига чемпионов УЕФА   | Первый квалификационный раунд | АПОЭЛ                 | 0:0           | 0:1           | 0:1                |  |
| 2003/04             | Лига чемпионов УЕФА   | Первый квалификационный раунд | Шериф                 | 1:1           | 0:1           | 1:2                |  |
| 2004/05             | Лига чемпионов УЕФА   | Первый квалификационный раунд | Горица                | 2:4           | 1:3           | 3:7                |  |
| 2005/06             | Кубок УЕФА            | Первый квалификационный раунд | Эсбьерг               | 0:6           | 2:1           | 2:7                |  |
| 2006/07             | Кубок УЕФА            | Первый квалификационный раунд | Люн                   | 0:0           | 1:1           | 1:1 (г)            |  |
| 2006/07             | Кубок УЕФА            | Второй квалификационный раунд | Брондбю               | 0:0           | 0:4           | 0:4                |  |
| 2007/08             | Кубок УЕФА            | Первый квалификационный раунд | Волеренга             | 0:1           | 0:1           | 0:2                |  |
| 2008/09             | Кубок УЕФА            | Первый квалификационный раунд | Юргорден              | 2:2           | 0:0           | 2:2 (г)            |  |
| 2009/10             | Лига Европы УЕФА      | Второй квалификационный раунд | Брондбю               | 1:4           | 1:0           | 2:4                |  |
| 2010/11             | Лига Европы УЕФА      | Первый квалификационный раунд | Динамо (Тбилиси)      | 0:0           | 1:2           | 1:2                |  |
| 2011/12             | Лига чемпионов УЕФА   | Второй квалификационный раунд | Шемрок Роверс         | 0:0           | 0:1           | 0:1                |  |
| 2012/13             | Лига чемпионов УЕФА   | Второй квалификационный раунд | Базель                | 0:2           | 0:3           | 0:5                |  |
| 2013/14             | Лига Европы УЕФА      | Первый квалификационный раунд | Кукеси                | 1:1           | 0:0           | 1:1 (г)            |  |
| 2015/16             | Лига Европы УЕФА      | Первый квалификационный раунд | Работнички            | 1:0           | 0:2           | 1:2                |  |
| 2016/17             | Лига чемпионов УЕФА   | Первый квалификационный раунд | Линкольн Ред Импс     | 2:1           | 0:2           | 2:3                |  |
| 2017/18             | Лига Европы УЕФА      | Первый квалификационный раунд | Домжале               | 2:3           | 0:2           | 2:5                |  |
| 2018/19: ЛЧ, ЛЕ     | Лига чемпионов УЕФА   | Первый квалификационный раунд | Хапоэль (Беэр-Шева)   | 1:4           | 1:3           | 2:7                |  |
| 2018/19: ЛЧ, ЛЕ     | Лига Европы УЕФА      | Второй квалификационный раунд | АПОЭЛ                 | 2:0           | 0:5           | 2:5                |  |
| 2019/20             | Лига Европы УЕФА      | Первый квалификационный раунд | Раднички (Ниш)        | 2:0           | 2:2           | 4:2                |  |
| 2019/20             | Лига Европы УЕФА      | Второй квалификационный раунд | Айнтрахт (Франкфурт)  | 1:2           | 1:2           | 2:4                |  |
| 2020/21             | Лига чемпионов УЕФА   | Первый квалификационный раунд | Судува                | 1:1, пен. 2:4 | —             | 1:1 (п)            |  |
| 2021/22: ЛЧ, ЛЕ, ЛК | Лига чемпионов УЕФА   | Первый квалификационный раунд | Хибернианс            | 2:0           | 3:0           | 5:0                |  |
| 2021/22: ЛЧ, ЛЕ, ЛК | Лига чемпионов УЕФА   | Второй квалификационный раунд | Легия                 | 1:2           | 0:1           | 1:3                |  |
| 2021/22: ЛЧ, ЛЕ, ЛК | Лига Европы УЕФА      | Третий квалификационный раунд | Омония (Никосия)      | 0:1           | 2:1, пен. 4:5 | 2:2 (п)            |  |
| 2021/22: ЛЧ, ЛЕ, ЛК | Лига конференций УЕФА | Раунд плей-офф                | Шемрок Роверс         | 4:2           | 1:0           | 5:2                |  |
| 2021/22: ЛЧ, ЛЕ, ЛК | Лига конференций УЕФА | Групповой этап                | Гент                  | 0:1           | 0:1           | Группа B 4-е место |  |
| 2021/22: ЛЧ, ЛЕ, ЛК | Лига конференций УЕФА | Групповой этап                | Партизан              | 0:2           | 1:0           | Группа B 4-е место |  |
| 2021/22: ЛЧ, ЛЕ, ЛК | Лига конференций УЕФА | Групповой этап                | Анортосис             | 2:2           | 2:2           | Группа B 4-е место |  |

## Главные тренеры
| Тренер                    | Гражданство        | Начало | Конец |
| ------------------------- | ------------------ | ------ | ----- |
| Айвар Похлак              | Эстония            | 1990   | 1992  |
| Раймондас Котовас         | Литва              | 1993   | 1993  |
| Роман Убакиви             | Эстония            | 1993   | 1995  |
| Тейтур Тордарсон          | Исландия           | 1996   | 1999  |
| Тармо Рюютли              | Эстония            | 1999   | 2000  |
| Арно Пайперс              | Нидерланды         | 2000   | 2004  |
| Янно Кивисилд             | Эстония            | 2004   | 2005  |
| Паси Раутиайнен           | Финляндия          | 2006   | 2008  |
| Тармо Рюютли              | Эстония            | 2009   | 2009  |
| Мартин Рейм               | Эстония            | 2010   | 2012  |
| Марко Лелов               | Эстония            | 2012   | 2013  |
| Норберт Хурт              | Эстония            | 2013   | 2016  |
| Юрген Хенн (и. о.)        | Эстония            | 2016   | 2016  |
| Арго Арбейтер             | Эстония            | 2016   | 2016  |
| Арно Пайперс              | Нидерланды         | 2017   | 2017  |
| Юрген Хенн                | Эстония            | 2018   | 2018  |
| Арно Пайперс и Юрген Хенн | Нидерланды Эстония | 2018   | 2023  |
| Норберт Хурт              | Эстония            | 2023   | 2024  |
| Таави Виик                | Эстония            | 2024   | 2024  |
| Константин Васильев       | Эстония            | 2024   |       |

## Рекордсмены клуба

### По числу проведённых матчей
Сыгравшие более 200 матчей, только в чемпионате Эстонии:
1. Мартин Рейм — 385
2. Герт Камс — 299
3. Марко Кристал — 263
4. Маркус Юргенсон — 252
5. Теэт Аллас — 233
6. Рауно Аллику — 214
7. Закария Бегларишвили — 204

### По числу забитых голов
1. Вячеслав Заховайко — 121
2. Сандер Пост — 72
3. Мартин Рейм — 69
4. Рауно Саппинен — 69
5. Рауно Аллику — 68
6. Закария Бегларишвили — 64
7. Кристен Вийкмяэ — 64
8. Индрек Зелински — 62
9. Тур Хеннинг Хамре — 62
10. Альберт Проса — 61